# Sant Antoni del Pont de Claverol

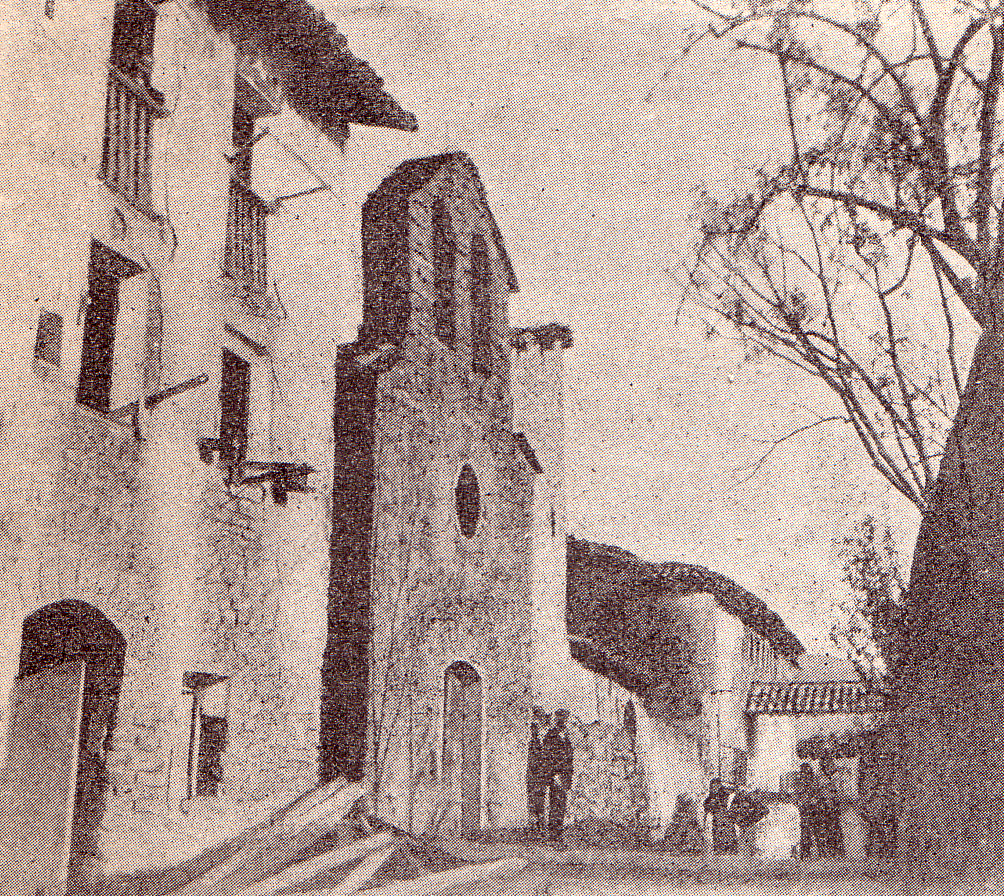
Antiga església de Sant Josep de Calassanç, desapareguda

L'església de Sant Antoni del Pont de Claverol és l'actual església del Pont de Claverol, pertanyent al municipi de Conca de Dalt, al Pallars Jussà, dins de l'antic terme de Claverol.
Aquesta església és a l'extrem nord del poble, a prop del Museu dels Raiers i de la Central hidràulica de Sossís. Substituí la vella església de Sant Josep de Calassanç, desapareguda en els aiguats de l'any 1937.